# بتول دمیر
 بتول دمیر (به ترکی استانبولی: Betül Demir) (زاده ۲۵ جولای ۱۹۸۰) خواننده ترک است. 